# St. Peter (Westerndorf St. Peter)

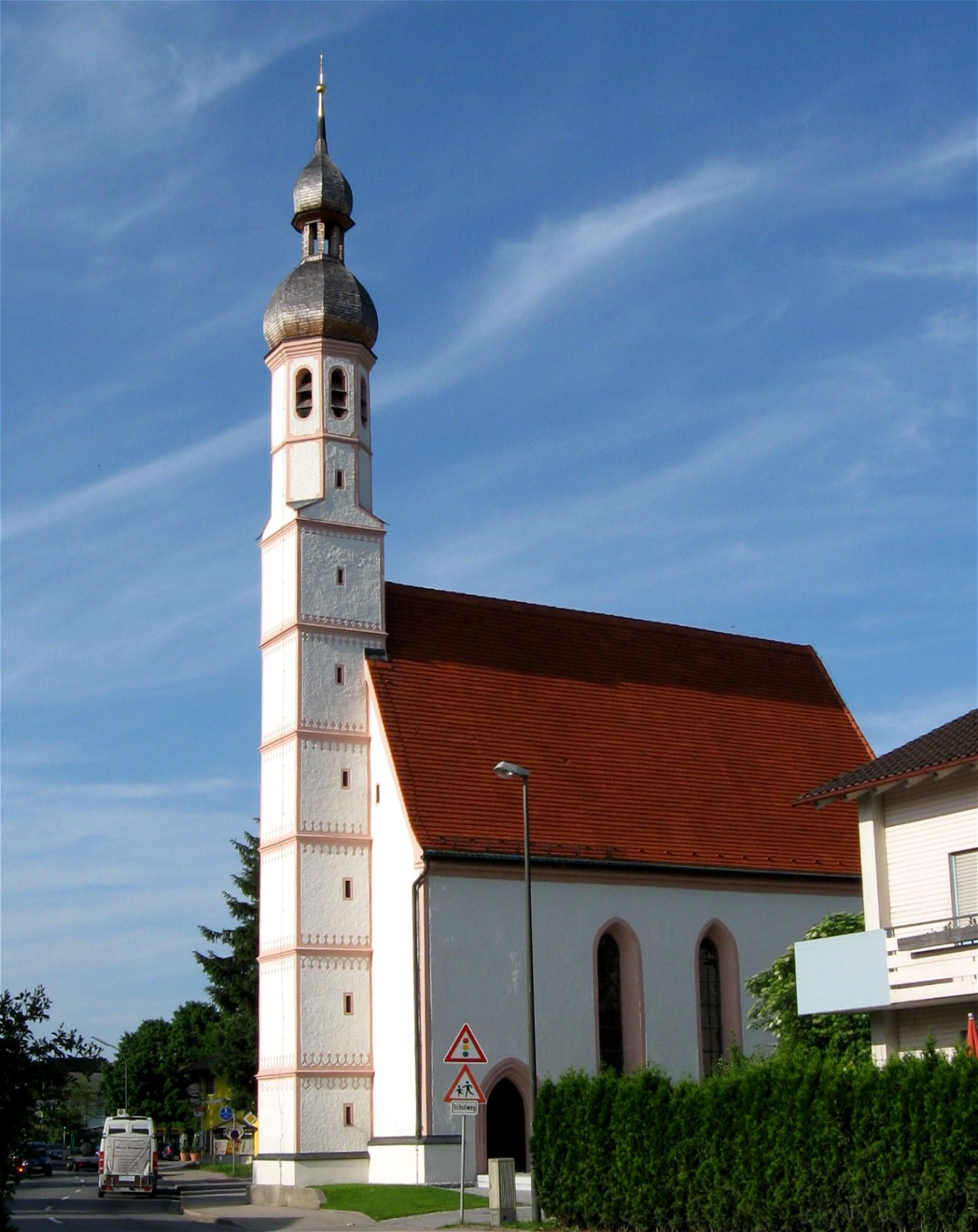
St. Peter in Westerndorf

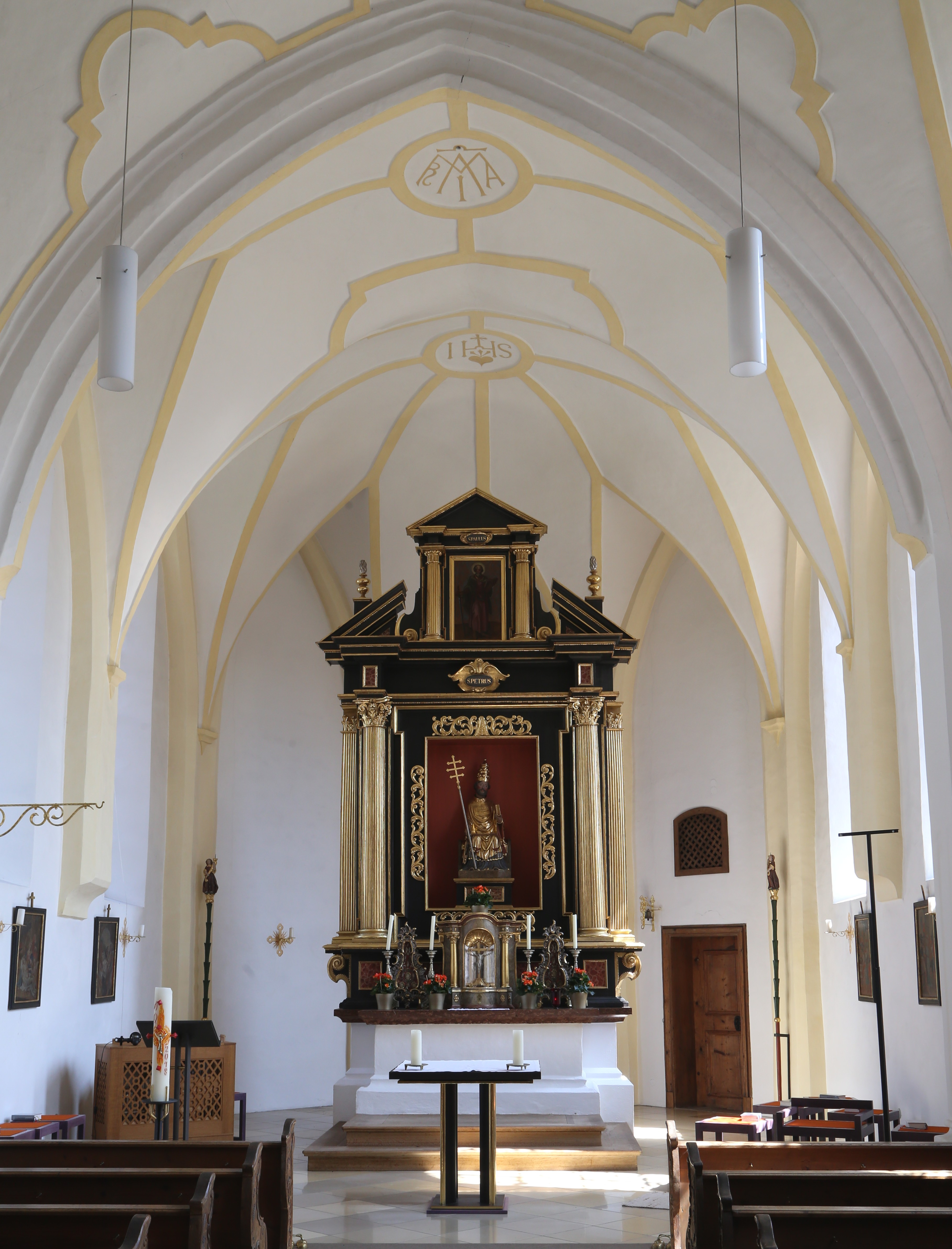
Innenraum

Die römisch-katholische Filialkirche St. Peter steht in Westerndorf St. Peter, einem Ortsteil von Rosenheim in Oberbayern. Sie gehört zu den Rosenheimer Baudenkmalen und ist in der Bayerischen Denkmalliste unter der Nummer D-1-63-000-201 eingetragen. Die Kirche gehört zum Dekanat Rosenheim im Erzbistum München und Freising. Kirchenpatron ist Simon Petrus.

## Beschreibung
Die spätgotische Saalkirche wurde in der zweiten Hälfte des 15. Jahrhunderts erbaut. Ihr Innenraum wurde 1688 barock umgestaltet. Sie besteht aus dem Langhaus zu drei Jochen, dem dreiseitig geschlossenen Chor im Osten, der nach Südosten ausgerichteten Sakristei am Chor und dem Kirchturm auf quadratischem Grundriss im Westen. Auf dem obersten, achteckigen Geschoss sitzt seit 1667 eine Zwiebelhaube mit Laterne.
Das Portal befindet sich an der Südwand des Langhauses im westlichen Joch. Der Hochaltar wurde 1879 aufgestellt. Auf dem Altarretabel befindet sich eine Skulptur von Simon Petrus als Papst auf einem Thron mit Tiara und Pontifikalkreuz. In einer Seitenkapelle befindet sich die Skulptur einer Madonna mit dem Jesusknaben, der einen Rosenkranz in der Hand hält. Auf einem ehemaligen Altarretabel mit den Aposteln Petrus und Paulus präsentieren zwei Engel ein Gnadenbild einer Madonna mit Kind.
Eine Truhenorgel von der Orgelbau Linder wurde 2017 aufgestellt.